# Cemal Gürsel
Cemal Gürsel (13. listopada 1895. – 14. rujna 1966.), turski časnik, predsjednik Republike Turske. 
Dolazi na vlast nakon državnog udara 27. svibnja 1960. i svrgavanja s vlasti predsjednika Republike Celala Bayara i predsjednika Vlade Adnana Menderesa. Iako nije izravno sudjelovao u organizaciji državnog udara, zbog velike popularnosti među narodom, pučisti ga predlažu za šefa države i vlade.
Zbog zdravstvenih razloga Turska velika nacionalna skupština utvrdila je njegovu nesposobnost za obnašanje dužnosti predsjednika Republike, te ga je razriješila dužnosti 28. ožujka 1966. Umro je nekoliko mjeseci potom, 14. rujna 1966.